# Diploglottis cunninghamii
Diploglottis australis là một loài thực vật có hoa trong họ Bồ hòn. Loài này được (Hook.) Hook.f. mô tả khoa học đầu tiên năm 1862.

## Hình ảnh

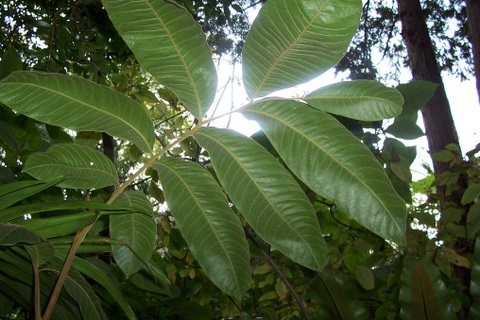
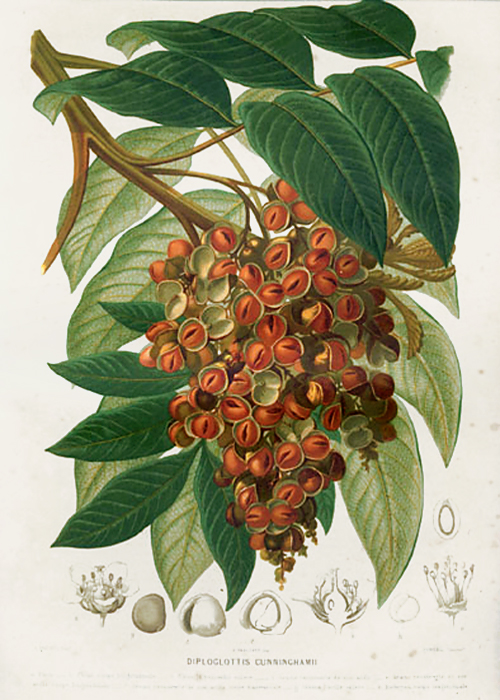
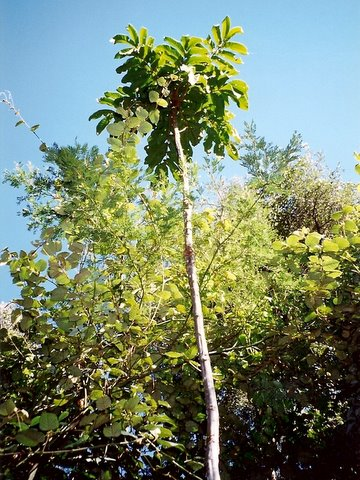
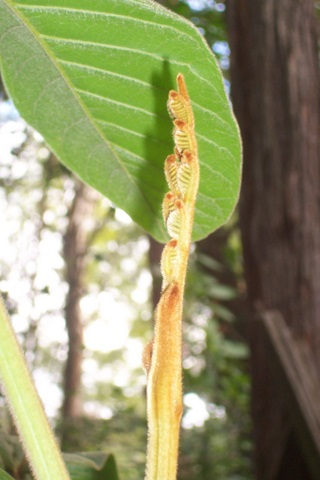